# Amar Alibegović
Amar Alibegović (ur. 31 marca 1995 w Corvallisie) – bośniacki koszykarz, występujący na pozycji silnego skrzydłowego, reprezentant kraju, posiadający także włoskie obywatelstwo, obecnie zawodnik Virtusu Bolonia.
Pochodzi ze sportowej rodziny. Jego ojciec Teoman występował na uczelni Oregon State w drużynie Beavers wspólnie z Garym Paytonem. Dziadek ze strony matki - Refik Muftić był bramkarzem FK Sarajevo, z którym zdobył mistrzostwo Jugosławii w 1967. Występował też w Pucharze Zdobywców Pucharów i Pucharze Europy Mistrzów Krajowych. Jest kuzynem Luki Garzy, zawodnika Detroit Pistons.

## Osiągnięcia
Stan na 23 maja 2022, na podstawie, o ile nie zaznaczono inaczej

### NCAA
- Uczestnik turnieju NCAA (2015)

### Drużynowe
- Mistrz:
  - Eurocup (2022)
  - Włoch (2021)
  - II ligi włoskiej (2019)
- Zdobywca Superpucharu Włoch (2021)
- Finalista Superpucharu Włoch (2020)
- Uczestnik międzynarodowych rozgrywek Eurocup (od 2020)

### Reprezentacja
Seniorska
- Uczestnik:
  - europejskich kwalifikacji do mistrzostw świata (2017 – 24. miejsce, 2021)
  - kwalifikacji do mistrzostw Europy (2020)

Młodzieżowa
- Mistrz Europy U–20 dywizji B (2014)